# Levente Szuper
Levente Szuper (né le 11 juin 1980 à Budapest en Hongrie) est un joueur de hockey sur glace professionnel hongrois, évoluant au poste de gardien de but,.

## Carrière de joueur
Szuper commença très jeune à jouer au hockey dans sa Hongrie natale, mais montra aussi des prédispositions artistiques. Il devint un acteur et un pianiste accompli, mais ce sera entre les poteaux qu'il trouvera sa voie et atteindra un niveau d'élite. À seulement seize ans, il devient la vedette du Ferencváros TC et fut nommé meilleur joueur junior de Hongrie. Il fut transféré aux Krefeld Pinguine de la DEL pour la saison 1997-98, après une bonne prestation au championnat du monde de hockey sur glace 1998 (groupe C) avec l'équipe de Hongrie.
Malgré ses succès en Europe, Szuper était toujours un inconnu en Amérique du Nord lorsqu'il fit son entrée dans la Ligue de hockey de l'Ontario avec le 67 d'Ottawa en 1998. Malgré le fait qu'il dût partager son travail dans les filets avec Seamus Kotyk, il excella en 1998-99, se rendant au tournoi de la Coupe Memorial avec les 67 à titre d'équipe hôte en 1999, battant les Bulls de Belleville en demi-finale pour affronter les Hitmen de Calgary en finale. Ottawa triompha par la marque de 7-6 et le nom de Szuper fut sur toutes les lèvres - on parlait de lui comme d'un espoir de la LNH.
Aucune équipe ne l'ayant choisi au repêchage d'entrée dans la LNH 1999, Szuper retourna avec le 67 pour une autre saison, où il continua de briller. Ottawa remporta la division Est, mais perdit aux mains de Belleville en demi-finale d'association.
La chance sourit à Levente au repêchage d'entrée dans la LNH 2000 alors que les Flames de Calgary le choisirent au 4e tour, 116e au total. Il passa les trois saisons suivantes dans la Ligue américaine de hockey, avec les Flames de Saint-Jean, remportant la Coupe Calder en 2001.
En 2002-03, Szuper fut rappelé par les Flames. Il fut habillé pour neuf matchs à titre de remplaçant, mais on ne lui donna jamais la chance de se faire valoir sur la glace. Il devint ainsi le tout premier joueur natif de Hongrie à se retrouver sur l'alignement d'une équipe de la LNH pour un match, mais son nom n'apparaît pas dans les registres de la ligue parce qu'il n'a jamais joué.
N'ayant pu maintenir sa place dans l'organisation des Flames après la saison 2002-2003 de la LNH, Szuper passa une saison avec les Rivermen de Peoria de l'ECHL avant de retourner sur le Vieux Continent, en Hongrie avec le Dunaújváros AC, puis dans la Série A d'Italie avec l'Asiago HC en 2005-06, l'EV Duisbourg d'Allemagne en 2006-07. En 2008, il signe avec l'Alba Volán Székesfehérvár en Autriche. Il a remporté la DEL 2010 avec les Hannover Scorpions.

## Carrière internationale
Depuis 1998, il est membre de l'Équipe de Hongrie de hockey sur glace dont il est un élément incontournable. En 2008, il est l'un des artisans de la montée de la Hongrie en élite.

## Trophées et honneurs personnels
- Ligue nationale de hockey
  - 2000 : Repêché par les Flames de Calgary en 4e ronde, en 116e position.
- Borsodi Liga
  - 1996-1997 : élu meilleur junior.
  - 1996-1997 : désigné recrue de la saison.
  - 1997-1998 : élu meilleur junior.
- Ligue de hockey de l'Ontario
  - 1998-1999 : remporte le trophée F.-W.-« Dinty »-Moore.